# اکساتاس، کالکیک
اکساتاس، کالکیک (به لاتین: Akçataş, Kalecik) یک منطقهٔ مسکونی در ترکیه است که در استان آنکارا واقع شده‌است.